# 合兴镇 (德江县)
合兴镇，是中华人民共和国贵州省铜仁市德江县下辖的一个乡镇级行政单位。
2011年12月30日，贵州省人民政府批复同意撤销合兴土家族乡，设立合兴镇，镇人民政府驻大兴社区。

## 行政区划
合兴镇下辖以下地区：
大兴社区、鸟坪村、龙溪村、茶园村、青龙岗村、朝阳村、丰林村、合朋村、清明村、板坪村、中寨村、船山沟村、长线村、东元村和白果村。